# Itoman
Itoman (糸満市 Itoman-shi?, okinawense: Ichuman) conocida como la ciudad pesquera, es una ciudad situada en la prefectura de Okinawa, Japón. La ciudad se encuentra en el extremo sur de la isla de Okinawa.
A partir de abril de 2013, la ciudad tiene población estimada de 59 605 y una densidad de población de 1335.53 habitantes por km². La superficie total es de 46,63 km².

## Historia
Itoman tiene una larga historia como  puerto pesquero. Los registros indican de un pescador aventurero de la región que llegó al Océano Índico, Australia y Nueva Guinea . Para 1908 el pueblo de Itoman contaba con 8000 habitantes y casi todos participan en la industria pesquera. Los hombres de Itoman trabajaron en barcos de pesca, y las mujeres en el transporte y la venta de pescado en la capital de la prefectura,  Naha. 
En 1918 Naha e Itoman estaban conectados por un tranvía tirado por caballos . La línea se extendió por 12 kilómetros. La estación de ferrocarriles fue fundada en 1924 y funcionó hasta 1945.
Itoman era un frente de la batalla de Okinawa en la Segunda Guerra Mundial . El área vio enormes bajas a ambas fuerzas militares y civiles.
Itoman se estableció como ciudad en 1908. En 1961 absorbió las aldeas de Kanegusuku, Takamine, y Miwa. Itoman fue elevado a la categoría de ciudad el 1 de diciembre de 1971.

## Geografía
Itoman se asienta sobre una meseta plana con colinas escarpadas de caliza. El sur de la ciudad es conocida por sus escarpados acantilados.

## Economía
La pesca sigue siendo la industria principal de la ciudad de Itoman.

## Cultura

### Festivales
Itoman Hārē, surge en la era del Reino de las Ryūkyū. Es una competencia de barcos  hārī, que en el lenguaje Itoman se llamaba hārē.